# Thomas Andrieux
Pour les articles homonymes, voir Andrieux.
Pour l’article ayant un titre homophone, voir Thomas Andrieu.
Thomas Andrieux, né le 7 février 1977 à Aubenas en Ardèche, est un joueur et entraîneur français de basket-ball.

## Biographie
Il commence le basket-ball de haut niveau à 19 ans en intégrant le centre de formation de l'ASVEL. Après avoir mis un terme à sa carrière professionnelle en mai 2010, il reste à Boulazac, où il devient l’entraîneur de l'équipe 2 du BBD qui évolue en NM3 pour sa première année.
En avril 2022, Andrieux est nommé entraîneur du Champagne Basket, club de première division. Il s'engage avec le club jusqu'en 2024.

## Clubs successifs

### Joueur
- 1996-1998 :  ASVEL Lyon-Villeurbanne (Pro A)
- 1998-1999 :  CA Saint-Étienne (Pro B)
- 1999-2001 :  Poissy YB (Pro B)
- 2001-2002 :  Chorale de Roanne (Pro B)
- 2002-2003 :  Chorale de Roanne (Pro A)
- 2003-2004 :  ESPE Châlons-en-Champagne (Pro B)
- 2004-2005 :  ESPE Châlons-en-Champagne (Pro A)
- 2005-2007 :  Reims CB (Pro A)
- 2007-2008 :  Saint-Étienne Basket (Pro B)
- 2008-2009 :  Boulazac BD (Pro B)

### Entraîneur

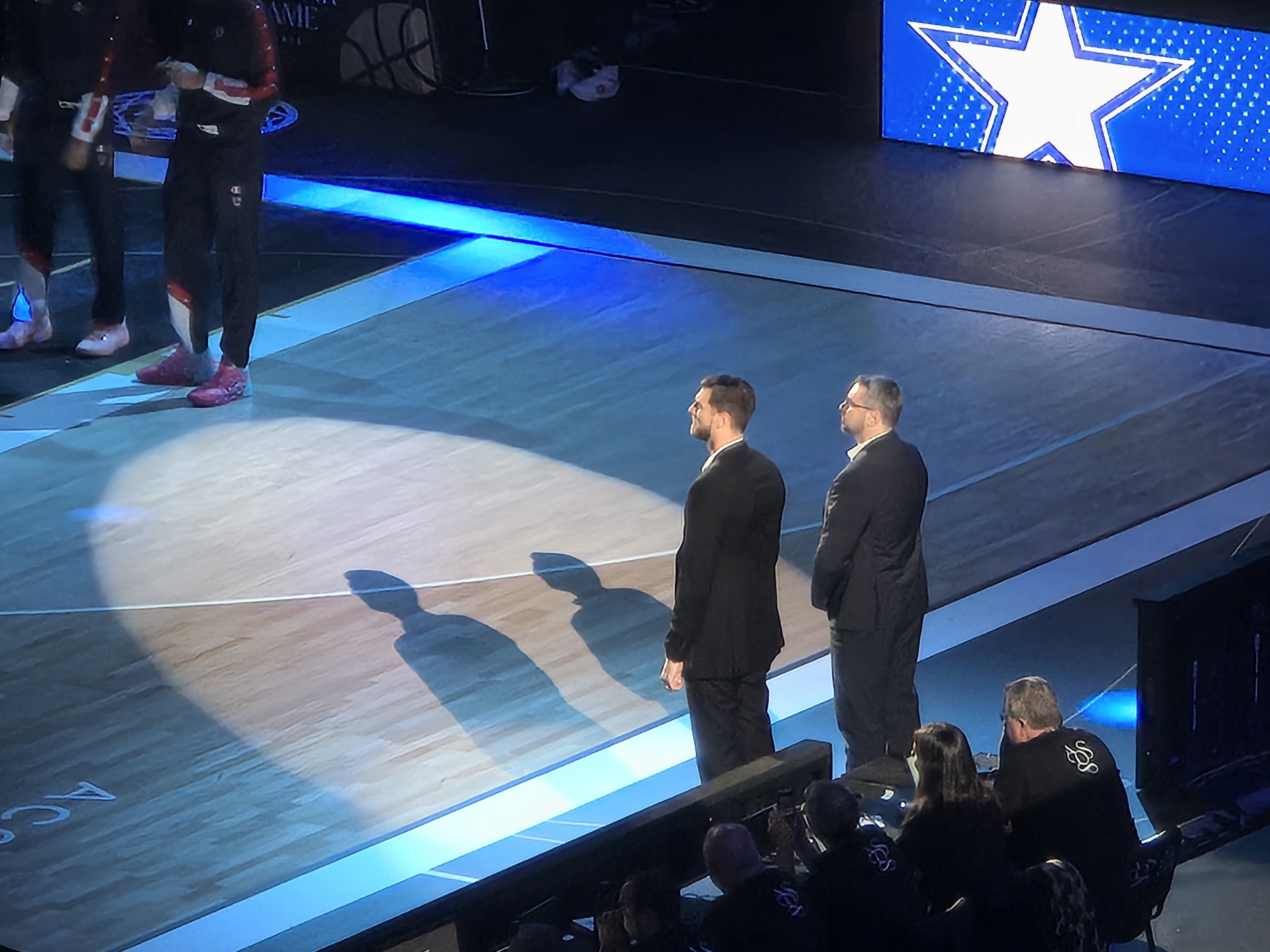
Thomas Andrieux lors du All-Star Game LNB 2024, aux côtés de Tiago Splitter.

- 2010-2011 :  Boulazac Basket Dordogne (NM3)

2e de la poule D (16v - 6d), 8e de finaliste du trophée Coupe de France (défaite contre Cognac (65-73))

## Palmarès
- Vainqueur de la coupe de France en 1997 avec l'ASVEL
- Vainqueur du concours de tirs à 3 points lors du All Star Game 2009 à Paris-Bercy